# 加托拉河
加托拉河是意大利的河流，位於該國西北部，屬於羅塔爾多河的左支流，發源自奧扎諾蒙費拉托，流經聖焦爾焦蒙費拉托和卡薩萊蒙費拉托，河口處在瓦爾馬卡。